# Orašac (Leskovac)
Pour les articles homonymes, voir Orašac.
Orašac (en serbe cyrillique : Орашац) est un village de Serbie situé sur le territoire de la ville de Leskovac, district de Jablanica. Au recensement de 2011, il comptait 515 habitants.

## Démographie
| 1948 | 1953 | 1961 | 1971 | 1981 | 1991 | 2002 | 2011 |
| ---- | ---- | ---- | ---- | ---- | ---- | ---- | ---- |
| 741  | 812  | 804  | 743  | 728  | 655  | 582  | 515  |

|  |